# Mihály Mosonyi
Mihály Mosonyi (Frauenkirchen, 4 de septiembre de 1815-Budapest, 31 de octubre de 1870) fue un compositor y pianista húngaro. 

## Biografía
Nació como Michael Brand y adoptó como apellido el nombre del distrito de Moson, el barrio donde nació. De cultura alemana, escribió en ese idioma su primera ópera, Kaiser Max, que no llegó a estrenar. Desde entonces se hungarizó, y su estilo se asoció al nacionalismo musical húngaro, con gran presencia de elementos folclóricos magiares. Compuso entonces su mayor éxito, Szép Ilonka (La bella Elena, 1861), a la que siguió Álmos al año siguiente.
Tuvo entre sus discípulos a Ödön Mihalovich.